# Mademoiselle Alexandre
Mademoiselle Alexandre (fallecida después de 1779), fue una mercader de moda francesa o marchante de modas.
Mademoiselle Alexandre procedía de una familia de modistas. En 1740, abrió una tienda de moda en la Rue de la Monnaie en París. Vendía principalmente accesorios y adornos, los cuales eran en esa época los principales elementos de la moda, debido a que los modelos de vestidos permanecieron iguales en el periodo de 1740–1770 y las tendencias de moda se expresaban solo en los cambios periódicos en accesorios y adornos.
Tuvo una carrera exitosa suministrando artículos de moda a la aristocracia durante supuestamente cuarenta años. Sucedió a Marie Madeleine Duchapt, conocida como "La Duchapt", que había sido la marchante de modas principal en los años 1730 a 1760. Durante los últimos años de Luis XV, Alexandre fue descrita como la mercader de moda superior en París junto a Le Sieur Beaulard, y Sébastien Mercier en Tableau de París la describió a ella y Beulard como los dos gobernantes de la moda. Su fama le otorgó clientas internacionales, y ser capaz de importar y exportar sus productos de moda. Tenía clientas entre las damas de honor de la corte, y se le asignó la tarea de proporcionar los guardarropas franceses de las princesas María Josefina de Saboya y María Teresa de Saboya cuando se casaron dentro de la casa real en 1771 y 1773. También se convirtió en la modista habitual de las dos princesas después de su llegada.
A finales de los años 1770, fue reemplazada en su posición como líder de la moda por Rose Bertin, y la competencia con Bertin según se dice resultó en su bancarrota.